# Phoroncidia reimoseri
Phoroncidia reimoseri là một loài nhện trong họ Theridiidae.
Loài này thuộc chi Phoroncidia. Phoroncidia reimoseri được Herbert Walter Levi miêu tả năm 1964.